# Dolus-le-Sec
Dolus-le-Sec – miejscowość i gmina we Francji, w Regionie Centralnym, w departamencie Indre i Loara.
Według danych na rok 1990 gminę zamieszkiwało 507 osób, a gęstość zaludnienia wynosiła 19 osób/km² (wśród 1842 gmin Regionu Centralnego Dolus-le-Sec plasuje się na 679. miejscu pod względem liczby ludności, natomiast pod względem powierzchni na miejscu 434.).